# Henry Spiess
Henry Spiess, né le 12 juin 1876 à Genève et mort le 27 janvier 1940 dans la même ville, est un poète suisse.

## Biographie
Henry est le fils aîné du médecin genevois Charles-Ami Spiess (1836-1895) et de Renée Charlotte Demole (1844-1922), qui auront deux autres garçons dont le biologiste et essayiste controversé Camille Spiess (1878-1965).
Il poursuit ses études de droit à Paris où il découvre le goût de la poésie et devient avocat. De retour à Genève, il anime la revue La Voile latine.
En 1914, il se marie une première fois avec Jeanne-Joséphine Duron.
Il obtient le Prix Rambert en 1915 pour son recueil Le Visage ambigu.
En 1926, il épouse Lucie-Gabrielle Rigacci.
Dans le milieu des années 1930, il soutient l'Union nationale et dédie à son dirigeant, Georges Oltramare, un poème intitulé Sonnet au chef.

## Œuvres
- 1905 : Cogitations neurasthéniques
- 1916 : Attendre
- 1920 : Saison divine

## Extrait poétique
[...] Et, quand je plonge au fond de vos yeux magnétiques,
je vois, parmi des Fleurs de Luxure et de Mort,
Salomé qui se pâme au rythme des Cantiques.
(1905)

## Sources
1. ↑  Joseph Roger, L'Union nationale, École des sciences sociales et politiques de l'Université de Lausanne & Éditions de la Baconnière, Boudry, 1975, p. 108.

- Claude Schmidt, Trois poètes genevois : Jules Cougnard, Henry Spiess, René-Louis Piachaud, Genève, Perret-Gentil, 1979.
- Doris Jakubec, « Spiess, Henry » dans le Dictionnaire historique de la Suisse en ligne, version du 21 avril 2011.